# Elżbieta Witek
Elżbieta Barbara Witek, nhũ danh Zbanuch (sinh ngày 17 tháng 12 năm 1957) là một chính trị gia người Ba Lan và là cựu Bộ trưởng Bộ Nội vụ và Hành chính, tại nhiệm từ tháng 6 năm 2019 đến tháng 8 năm 2019. Bà hiện đang giữ chức Chủ tịch Sejm (hạ viện) (tiếng Ba Lan: Marszałek Sejmu).
Bà được bầu lần đầu vào Hạ viện ngày 25 tháng 9 năm 2005, nhận được 7.476 phiếu bầu ở khu vực 1 thành phố Legnica, với tư cách là ứng cử viên trong danh sách chính thức của Đảng Pháp luật và Công lý (PiS). Bà được bầu làm Chủ tịch Sejm vào ngày 9 tháng 8 năm 2019, sau khi người tiền nhiệm của bà là Marek Kuchciński phải từ chức vì bị chỉ trích nặng nề do sử dụng máy bay của chính phủ cho các mục đích cá nhân.

## Tiểu sử

### Giáo dục và hoạt động nghề nghiệp
Năm 1980, bà lấy bằng Thạc sĩ Lịch sử tại Khoa Triết học và Lịch sử của Đại học Wrocław. Năm 1996, bà hoàn thành khóa học sau đại học về Liên minh Châu Âu tại Viện Lịch sử Đại học Wrocław.
Từ năm 1980 đến năm 2006, bà làm giáo viên tại Jawor. Năm 1991, bà là Hiệu trưởng Trường Tiểu học số 2 ở Jawor, và sau đó là Trường Trung học ở Jawor. Sau đó, bà làm thẩm phán tại một tòa án về lao động trong 4 năm. Từ năm 2004 đến năm 2008, bà giữ chức Phó Chủ tịch Câu lạc bộ thể thao Olimpia ở Jawor.

### Hoạt động chính trị
Năm 1980, bà trở thành thành viên của Công đoàn Đoàn kết. Năm 1982, bà bị bắt tạm giam trong 3 tháng vì các hoạt động chống cộng sản của mình. Vào đầu những năm 1990, bà tham gia Phong trào Công dân Hành động vì Dân chủ. Từ năm 2002 đến năm 2005, bà là thành viên của Hội đồng Thành phố Jawor. Năm 2002, bà tranh cử chức thị trưởng nhưng thất bại.
Năm 2001, bà được chọn để tranh cử vào Hạ viện từ danh sách chính thức của Đảng Pháp luật và Công lý trong cuộc bầu cử quốc hội cùng năm nhưng không thành công. Trong cuộc bầu cử sau đó vào năm 2005, bà được bầu vào Hạ viện khóa 5 tại khu vực bầu cử Legnica. Trong Cuộc bầu cử Quốc hội năm 2007, bà lần thứ hai giành được ghế trong Hạ viện với 9.666 phiếu bầu. Trong cuộc bầu cử năm 2011, bà tái tranh cử thành công, nhận được 9.381 phiếu.
Tháng 11 năm 2011, bà được bầu làm thành viên Ủy ban Chính trị của PiS. Tháng 7 năm 2015, bà trở thành người phát ngôn của đảng. Trong cuộc bầu cử cùng năm, bà được bầu lại vào Hạ viện với 22.168 phiếu bầu.
Ngày 16 tháng 11 năm 2015, bà được bổ nhiệm làm bộ trưởng trong chính phủ của Beata Szydło. Bà cũng là người đứng đầu nội các chính trị của thủ tướng và là Phát ngôn viên Báo chí của Hội đồng Bộ trưởng. Bà giữ vị trí người phát ngôn cho đến ngày 8 tháng 1 năm 2016 và Rafał Bochenek lên thay. Ngày 11 tháng 12 năm 2017, bà đảm nhiệm vị trí bộ trưởng trong chính phủ mới thành lập của Mateusz Morawiecki. Ngày 18 tháng 12 năm 2017, bà bị bãi nhiệm khỏi Hội đồng Bộ trưởng.
Ngày 4 tháng 6 năm 2019, bà trở lại chính phủ Mateusz Morawiecki khi được bổ nhiệm làm Bộ trưởng Bộ Nội vụ và Hành chính. Cùng tháng đó, tổng thống bổ nhiệm bà vào Hội đồng Đối thoại Xã hội. Ngày 9 tháng 8, bà được bãi miễn khỏi Hội đồng Bộ trưởng để bắt đầu ứng cử vào chức Chủ tịch Hạ viện. Cùng ngày, bà được bầu vào ghế này với 245 phiếu bầu.
Trong cuộc bầu cử quốc hội tháng 10 cùng năm, bà được Hạ viện bầu lại và nhận 46.171 phiếu. Ngày 12 tháng 11 năm 2019, tại kỳ họp đầu tiên của Hạ viện khóa thứ 9, bà được bầu làm Chủ tịch Hạ viện với 314 phiếu bầu.
Ngày 11 tháng 8 năm 2021, với tư cách là Chủ tịch Hạ viện Cộng hòa Ba Lan, Elżbieta Witek đã đề nghị bỏ phiếu lại nhằm hoãn một cuộc họp, vì lý do cần xem xét lại hoạt động của một nhóm nghị sĩ PiS gây tranh cãi lớn tới đạo luật phát sóng. Trước đó, hàng chục ngàn người phản đối dự thảo sửa đổi luật này. Đề nghị hoãn cuộc họp trong cuộc bỏ phiếu đầu tiên chỉ được ủng hộ bởi số ít các thượng nghị sĩ và hạ nghị sĩ, và bởi hai nghị sĩ độc lập. Quyết định của Elżbieta Witek được truyền thông Ba Lan bình luận rộng rãi, bị một số nhà báo đánh giá tiêu cực, và một số luật sư cho rằng không có căn cứ để tổ chức cuộc bỏ phiếu này.

## Đời tư
Bà sinh ra trong một gia đình không có truyền thống chính trị. Bà là con gái của thợ làm bánh Florian và nữ thợ may Eleonora.
Năm 1980, bà kết hôn với Stanisław Witek. Họ có với nhau hai con gái là Marta (sinh năm 1988), hiện là một giáo viên, và Gabriela (sinh năm 1991).

## Giải thưởng
Năm 2013, bà được trao tặng Huân chương Thập tự Tự do và Đoàn kết.